# The Oranges
The Oranges is een Amerikaanse romantische comedy-dramafilm uit 2011, geregisseerd door Julian Farino.

## Verhaal
De buren David en Paige Walling en Terry en Katie Ostroff zijn vrienden en wonen tegenover elkaar in een buitenwijk in West Orange in de staat New Jersey. Hun kalme en afgemeten leven loopt mis wanneer de ongelukkige studentdochter Nina Ostroff, die onlangs gescheiden was van haar verloofde Ethan vanwege zijn ontrouw, naar huis terugkeert na een afwezigheid van vijf jaar voor Thanksgiving. In plaats van interesse te tonen in de succesvolle zoon van haar buren, Toby Walling die bij beide gezinnen zou passen, wordt Nina verliefd op zijn vader en de beste vriend van haar ouders, David. Wanneer de band tussen Nina en David wordt ontdekt met de hulp van haar moeder Katie, zijn de levens van beide families in complete verwarring, vooral Nina's beste jeugdvriendin, Vanessa Walling, namens wie het verhaal gaat. Morele kwelling aan de vooravond van Kerstmis dwingt alle leden van twee gezinnen om hun visie op geluk te heroverwegen en hun eigen eenzaamheid en machteloosheid te accepteren.

## Rolverdeling
| Acteur           | Personage       |
| ---------------- | --------------- |
| Hugh Laurie      | David Walling   |
| Catherine Keener | Paige Walling   |
| Adam Brody       | Toby Walling    |
| Alia Shawkat     | Vanessa Walling |
| Oliver Platt     | Terry Ostroff   |
| Allison Janney   | Cathy Ostroff   |
| Leighton Meester | Nina Ostroff    |
| Tim Guinee       | Roger           |
| Aya Cash         | Maya            |
| Boyd Holbrook    | Circle          |

## Ontvangst
Op Rotten Tomatoes heeft The Oranges een waarde van 31% en een gemiddelde score van 4,90/10, gebaseerd op 78 recensies. Op Metacritic heeft de film een gemiddelde score van 46/100, gebaseerd op 23 recensies.

## Prijzen en nominaties
| Jaar | Prijs                             | Categorie                                        | Genomineerde(n) | Uitslag     |
| ---- | --------------------------------- | ------------------------------------------------ | --------------- | ----------- |
| 2013 | AARP Movies for Grownups Awards   | Beste komedie                                    | Beste komedie   | Genomineerd |
| 2013 | Guild of Music Supervisors Awards | Beste muziekbegeleiding voor onafhankelijke film | Robin Urdang    | Genomineerd |